# Amiga 3000UX

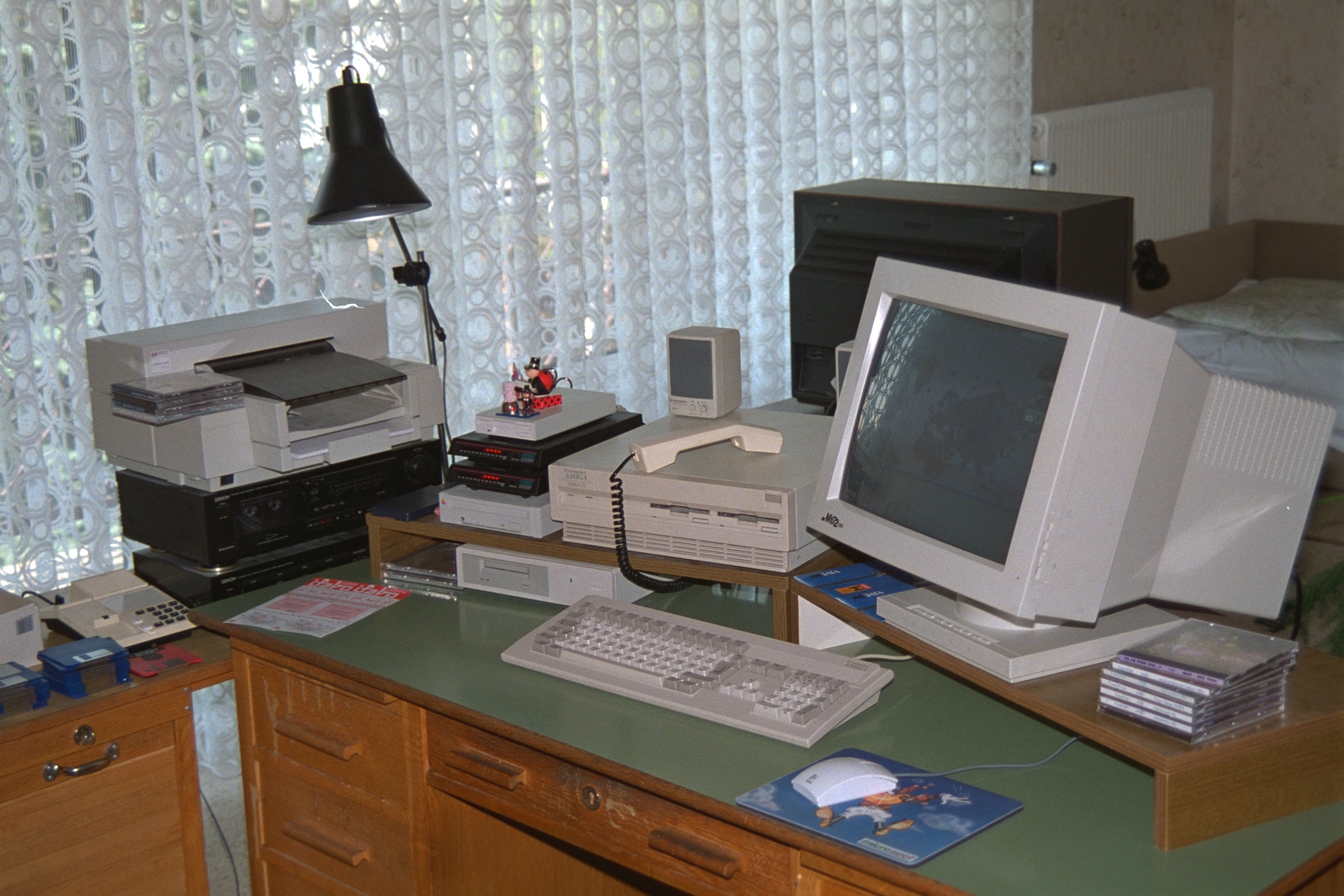
Ein A3000UX als Mailboxserver

Der A3000UX ist ein Modell der Amiga-Computer-Serie von Commodore und wurde mit Commodore Amiga UNIX statt AmigaOS ausgeliefert.
Amiga UNIX – auch AMIX genannt – war kein Unix-Klon, sondern eine vollständige Portierung eines UNIX System V Release 4 von AT&T.

## Angebot von Sun
Sun Microsystems bot Commodore-Amiga Inc. an, den A3000UX unter Lizenz als Low-End-Ergänzung zu den eigenen Workstations zu produzieren. Das Angebot wurde aber vom Commodore-Management abgelehnt, weil man hier an den großen Durchbruch des A3000UX glaubte.

## Technische Daten
Die technischen Daten entsprechen denen des Amiga 3000.